# تمريض الضغط العالي
تمريض الضغط العالي أو التمريض بالضغط العالي هو تخصص في التمريض يساهم في رعاية المرضى الذين يتلقون معالجة بالأكسجين عالي الضغط. ويقدم المجلس الوطني للغوص والتكنولوجيا الطبية للضغط العالي شهادة في تمريض الضغط العالي كشهادة تمريض ضغط عالي مسجلة (CHRN). منظمة التمريض المهنية لتمريض الضغط العالي هي رابطة ممرضات باروميديكال.